# Akzent (Musik)
Ein Akzent (entlehnt von lateinisch accentus) ist eine Betonung (englisch accent bzw. emphasis) und in der musikalischen Notation auch eine Vortragsanweisung, die damit bezeichneten Noten (bestimmte Melodietöne, harmonisch wichtige Akkorde) dynamisch hervorzuheben bzw. zu betonen.

## Symbole und Bezeichnungen

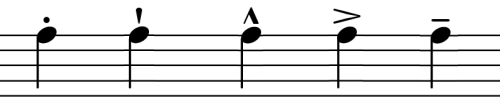
Symbole für die Artikulationsarten Staccato, Staccatissimo, Marcato, Akzent, Tenuto

Das gebräuchlichste Zeichen für einen Akzent ist das keilförmige Zeichen {\displaystyle >} über oder unter der Note. Eine schärfere Betonung (Akzentuierung) bezeichnet der „Dachakzent“: {\displaystyle \wedge }.
Statt eines Symbols können Wörter oder Abkürzungen als Anweisung in den Noten stehen: marcato (Abkürzung marc.) oder martellato (Abkürzung martel.).
Vortragsanweisungen mit ähnlicher Bedeutung sind {\displaystyle f\!z} (forzando/forzato = „verstärkt“) und {\displaystyle s\!f\!z} (sforzando/sforzato = „sehr betont“) sowie {\displaystyle r\!f\!z} bzw. rinf. (rinforzato). Diese werden allerdings meist nur für wenige aufeinanderfolgende Schläge verwendet. Auch die Anweisung {\displaystyle f\!p} für fortepiano („kurzzeitig stark und laut, danach sofort leise“) gehört dazu.

## Sonstiges
Die Verschiebung von Akzenten (Akzentverschiebung, etwa in Form der Hemiole) wird bei Gitarren-Grooves in der Rockmusik als Accent Shifting bezeichnet.